# Hölö
Hölö – miejscowość (tätort) w Szwecji, w regionie administracyjnym (län) Sztokholm (gmina Södertälje).
Miejscowość położona jest w prowincji historycznej Södermanland, ok. 20 km na południe od Södertälje przy linii kolejowej Åby (Norrköping) – Nyköping – Järna (Nyköpingsbanan). Na wschód od Hölö przebiega trasa europejska E4.
W 2010 r. Hölö liczyło 1400 mieszkańców.